# Francisco Andrés Octavio

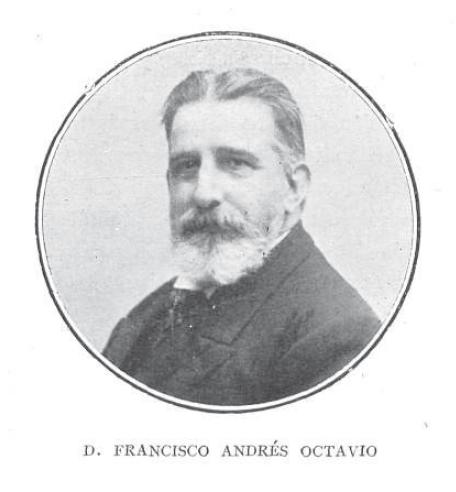
Francisco Andrés Octavio, Revista Municipal, 31 de diciembre de 1908

Francisco Andrés Octavio Palacios (1846-1912) fue un arquitecto y urbanista español, la mayor parte de cuyas obras fueron realizadas para el Ayuntamiento de Madrid entre 1890 y 1910, en colaboración con el también arquitecto municipal José López Sallaberry.

## Obras como arquitecto
- El Colegio-asilo de Nuestra Señora de la Paloma de Madrid[1] (1901-1910), monumental recinto escolar con numerosos pabellones, uno de ellos de arquitectura en hierro, situado en la Dehesa de la Villa y actualmente ocupado por el Instituto Virgen de la Paloma. Obra de gran envergadura e importancia social, entre cuyos muros han recibido educación y formación profesional miles de madrileños durante cien años.

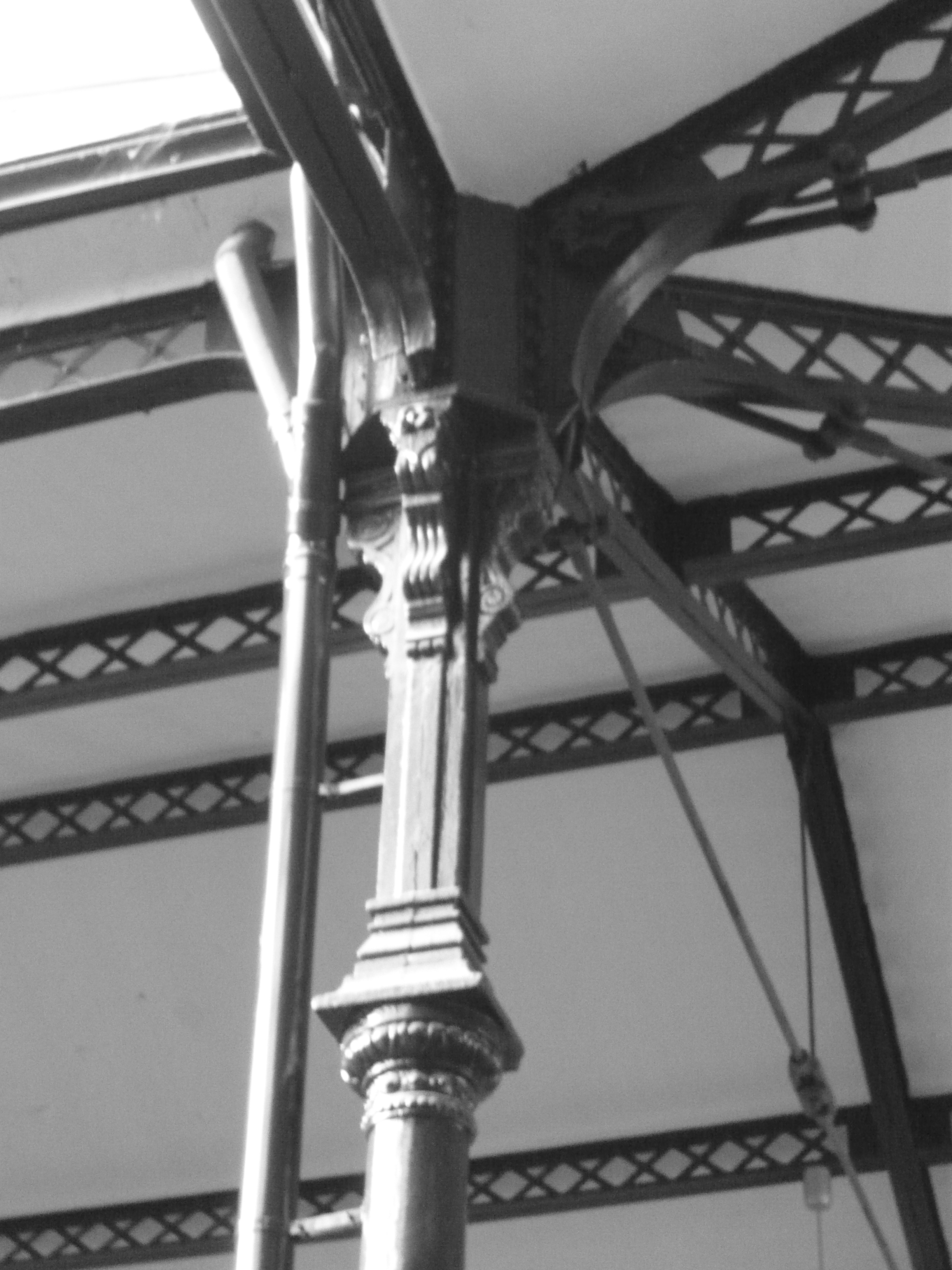
Del edificio de columnas del Colegio de la Paloma

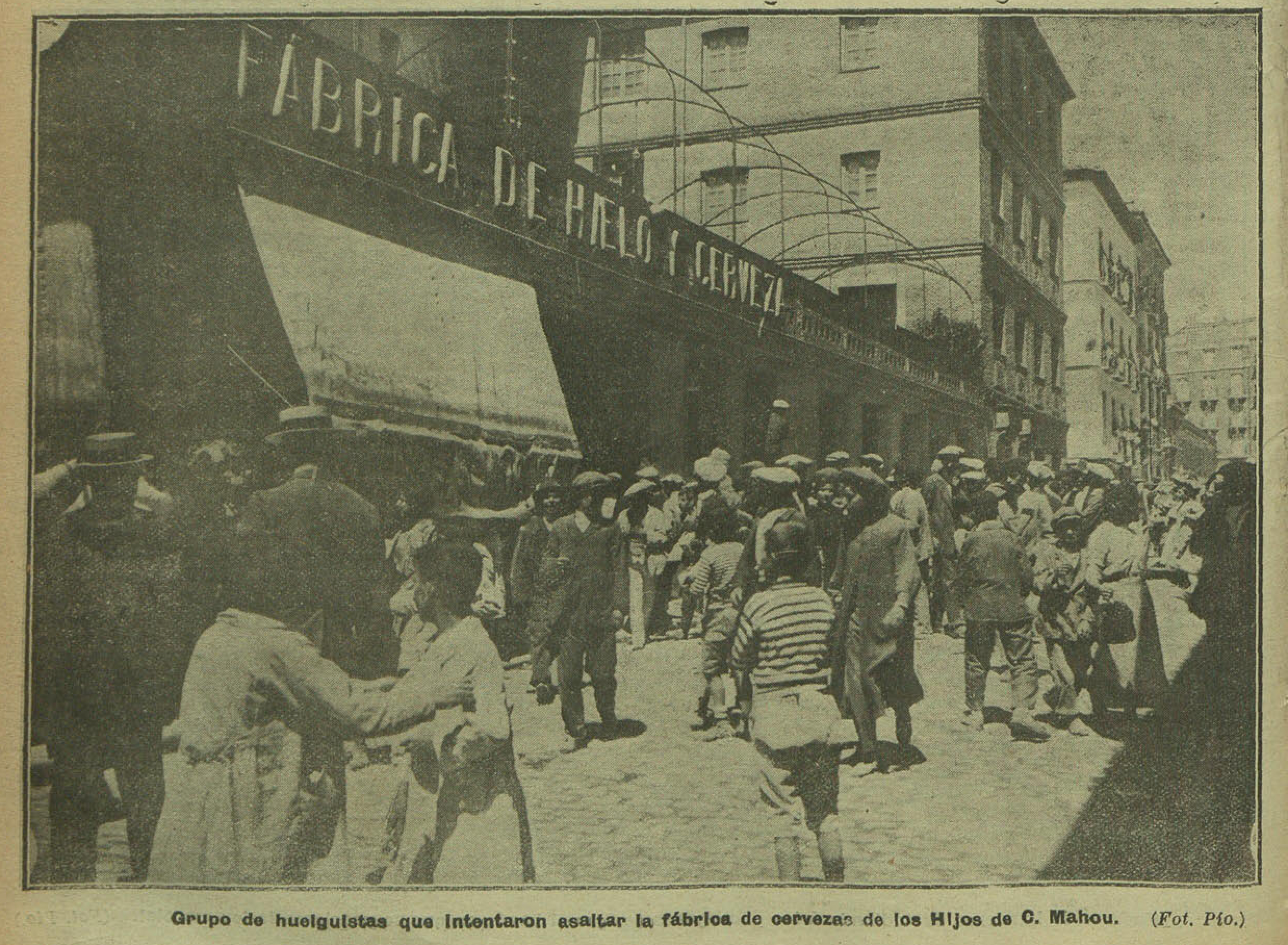
Fachada de la fábrica de cervezas Mahou de la calle Amaniel durante la huelga general de 1917

- Fachada de la fábrica de cervezas Mahou de la calle Amaniel durante la huelga general de 1917La fábrica de cervezas Mahou de Madrid (1892-1894), situada en la calle de Amaniel, importante muestra de arquitectura industrial de estilo neomudéjar.

- El Frontón Fiesta Alegre[2] (1892), el segundo frontón de Madrid después del Jai Alai, situado en el barrio de Argüelles, calle Marqués de Urquijo esquina con Álvarez Mendizábal, con una cancha de 70 metros y gran aforo, que fue demolido en 1965.

- La reforma de la fachada del Teatro de la Comedia de Madrid[3] (1897), situado en la calle del Príncipe.

- La Casa Ruiz de Velasco de Madrid[4] (1904-1907), en la calle Mayor, 5, notable edificio de estilo modernista, de cuya fachada se encargó López Sallaberry.

- El pedestal del monumento a Agustín Argüelles, tutor de Isabel II, con escultura de José Alcoverro, inicialmente erigido en la confluencia de las calles de la Princesa y Alberto Aguilera de Madrid (1901).[5] Actualmente está ubicado en la entrada del parque del Oeste por los paseos de Moret y Pintor Rosales, con otro pedestal. El pedestal original era cilíndrico, de piedra blanca y decorado con la figura de un ángel y el escudo de la Villa.

## Obras como urbanista
- El Proyecto de reforma y prolongación de la calle Preciados y enlace de la calle del Callao con Alcalá (1901-1904), conocido como proyecto de apertura de la Gran Vía, cuyas obras comenzaron en 1910.

- También colaboró en la elaboración del Plan General de Reforma de Madrid (1903-1905).